# Ivar Eriksen
Alf Ivar Eriksen (* 7. März 1942 in Hamar) ist ein ehemaliger norwegischer Eisschnellläufer.

## Werdegang
Eriksen, der für den ASK aus Oslo startete, nahm von 1961 bis 1974 an internationalen Wettbewerben teil. Dabei lief er am 28. Februar 1963 in Oslo über 3000 m mit einer Zeit von 4 Minuten und 33 Sekunden einen neuen Weltrekord, welchen er bis zum 23. März 1963 hielt. Bei den Olympischen Winterspielen 1964 in Innsbruck errang er den sechsten Platz über 1500 m und bei der Mehrkampfeuropameisterschaft 1965 in Göteborg den 12. Platz im Großen Vierkampf. Seinen größten Erfolg hatte er bei den Olympischen Winterspielen im Februar 1968 in Grenoble, wo er mit einer Zeit von 2 Minuten und 5 Sekunden die Silbermedaille gewann. Im folgenden Monat stellte er im Eisstadion Inzell mit einer Zeit von 1:20,5 Minuten über 1000 m einen neuen Weltrekord auf, welchen er im folgenden Jahr auf dieser Bahn zweimal verbesserte und bis zum 24. Januar 1970 hielt. Zudem führte er vom 1. Juli 1969 bis zum 4. Januar 1970 den Adelskalender an. Bei der Sprintweltmeisterschaft 1970 in West Allis wurde er Vierter im Sprint-Mehrkampf. In der Saison 1970/71 erreichte er in Gjøvik mit dem zweiten Platz im Sprint-Mehrkampf seine beste Platzierung bei norwegischen Meisterschaften und lief im Januar 1971 in Davos mit einer Zeit von 1:19,2 Minuten erneut über 1000 m einen neuen Weltrekord, welcher am 20. Februar 1971 von Ard Schenk verbessert wurde. Bei der Sprintweltmeisterschaft 1971 in Inzell belegte er den fünften Platz im Sprint-Mehrkampf. Letztmals bei einer Weltmeisterschaft startete er bei der Sprintweltmeisterschaft 1972 in Eskilstuna, wo er den 15. Platz im Sprint-Mehrkampf errang. Nach der Saison 1971/72 wechselte er zu der professionellen Eisschnelllaufliga ISSL. Sein bestes Ergebnis in dieser Liga war ein zweiter Platz bei den Sprint-Europameisterschaften 1974. Eriksen war als Feuerwehrmann tätig und wurde nach seiner Karriere Eisschnelllauftrainer bei der ASK.

## Erfolge

### Olympische Spiele
- 1964 Innsbruck: 6. Platz 1500 m
- 1968 Grenoble: 2. Platz 1500 m

### Sprint-Weltmeisterschaften
- 1970 West Allis: 4. Platz Sprint-Mehrkampf
- 1971 Inzell: 5. Platz Sprint-Mehrkampf
- 1972 Eskilstuna: 15. Platz Sprint-Mehrkampf

### Mehrkampf-Europameisterschaften
- 1965 Göteborg: 12. Platz Großer Vierkampf

## Persönliche Bestzeiten
| Disziplin | Zeit        | Datum             | Ort               |
| --------- | ----------- | ----------------- | ----------------- |
| 500 m     | 39,1 s      | 23. Januar 1971   | Inzell            |
| 1000 m    | 1:19,2 min  | 15. Januar 1971   | Davos             |
| 1500 m    | 2:04,0 min  | 28. Januar 1969   | Cortina d’Ampezzo |
| 3000 m    | 4:30,9 min  | 28. Januar 1969   | Cortina d’Ampezzo |
| 5000 m    | 7:55,6 min  | 11. Dezember 1966 | Oslo              |
| 10.000 m  | 16:33,4 min | 10. Februar 1963  | Oslo              |